# Міжнародний Вишеградський Фонд

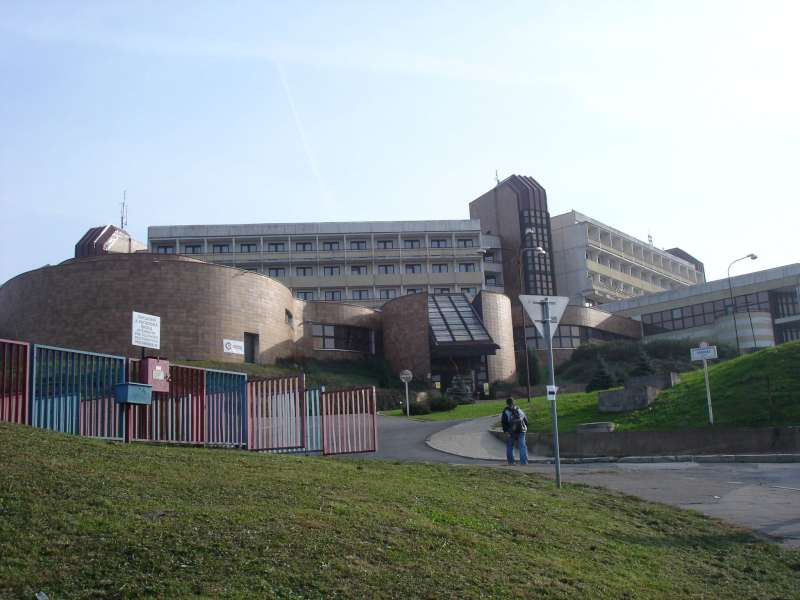
Резиденція Міжнародного Вишеградського Фонду в Братиславі

Міжнародний Вишеградський Фонд (пол. Międzynarodowy Fundusz Wyszehradzki, словац. Medzinárodný vyšehradský fond, чеськ. Mezinárodní visegrádský fond, угор. Nemzetközi Visegrádi Alap) — створений відповідно до угоди, укладеної 9 червня 2000 р., в рамках проєкту Вишеградської групи з фінансової підтримки міжнародних ініціатив. Угода була укладена між Республікою Польщею, Словацькою Республікою, Чеською Республікою та Угорщиною. Резиденція Фонду знаходиться в Братиславі. Офіційна мова Фонду — англійська.
Бюджет Фонду у 2006 становив 3,340 млн. €; у 2007 — 5,139 млн. €; у 2008 — 5,789 млн. €; у 2009 — 6,196 млн. €; у 2010 — 6,000 млн. €; у 2011 — 6,598 млн. €; у 2012 — 7,530 млн. €. Кожна з чотирьох держав-членів вносить до Фонду однакову частку, яка у 2006 р. становила 0,8 млн. €, а у 2012 поступово зросла до 1,75 млн. €.

## Головні завдання та цілі
Метою Фонду є підтримка співпраці між країнами Вишеградської групи та їх спільного представництва в третіх країнах.
Ці цілі реалізуються шляхом надання фінансової підтримки діяльності, пов'язаної із заохоченням та розвитку:
- культурного співробітництва;
- наукового, дослідницького обміну та співробітництва в галузі освіти;
- молодіжного обміну;
- транскордонного співробітництва;
- туризму.

## Структура
Фонд є юридичною особою.
До керівних органів належать:
- Конференція міністрів закордонних справ;
- Рада послів.

До виконавчих органів належать:
- виконавчий директор — Карла Вурстерова;
- заступник виконавчого директора — Збігнєв Махей.

До адміністративного органу належить:
- Секретаріат Фонду.

Резиденція Фонду розташована в місті Братиславі, Словаччина.
До березня 2006 року виконавчим директором був Анджей Ягодзінський.
Чотири рази на рік (1 березня, 1 червня, 1 вересня і 1 грудня) розподіляється допомога так званих «малих» грантів, які становлять до 6000 €. Двічі на рік (15 березня і 15 вересня), Фонд надає «стандартні» гранти, розміри яких починаються від 6001 € і зазвичай не перевищують 20 000-30 000 €.
Вибір програм визначається Радою послів, які при прийнятті рішень керуються наступними критеріями:
- проєкт повинен бути пов'язаний з діяльністю Вишеградської групи і бути результатом співпраці партнерів Групи;
- проєкт повинен мати рекламний аспект і бути спрямованим до широкої аудиторії;
- проєкт повинен підтримувати інтеграцію країн Вишеградської групи з ЄС і в межах Групи;
- проєкт повинен підтримувати місцеві ініціативи.

Чим більше проєкт буде відповідати вищезазначеним критеріям, тим більша ймовірність отримати грант з Міжнародного Вишеградського Фонду. Дослідницький грант від Фонду може бути отриманий університетами, приватними університетами, дослідницькими центрами, приватними особами та підприємствами та місцевими органами влади.

## Право на участь у конкурсі
Фонд надає фінансування різноманітним видам діяльності у всіх сферах життя. Право на отримання грантової підтримки мають неурядові організації (НУО), організації громадянського суспільства (ОГС), муніципалітети та місцеві або регіональні органи влади, школи та університети, а також приватні компанії за умови, що їхні проєкти мають чіткий фокус на Вишеградський регіон і сприяють подальшому розвитку співпраці між партнерами по проєкту, розташованими в Вишеградському регіоні.
Інші бенефіціари, переважно НУО з країн, що не є членами ЄС, але є сусідами Вишеградського регіону — з країн Східного партнерства, таких як Вірменія, Азербайджан, Білорусь, Грузія, Молдова, Україна та Західних Балкан — Албанія, Боснія і Герцеговина, Косово, Північна Македонія, Чорногорія та Сербія, мають право на підтримку проєктів, спрямованих на передачу унікального досвіду та ноу-хау країн Вишеградської групи у процесах демократичних перетворень та регіональної інтеграції. Важливим елементом цієї ширшої регіональної співпраці, яку підтримує фонд, є підтримка заходів, що сприяють політичним і соціально-економічним реформам у країнах-партнерах з метою підтримки політичної асоціації та подальшої економічної інтеграції між Європейським Союзом, Східним партнерством і вищезгаданими країнами Західних Балкан.
Фонд підтримує проєкти за чотирма програмами: Міні-гранти V4 Gen, Вишеградські гранти, Вишеград+ гранти, Стратегічні гранти. Для України є актуальними : «Вишеград+ гранти» та «Міні-гранти V4 Gen». Пілотний проєкт у 2024 році підтримує короткострокову мобільність молоді також в Україні.